# Karl Moritz Schumann
Karl Moritz Schumann (Görlitz, 17 de junio de 1851 - Berlín, 22 de marzo de 1904) fue un botánico, pteridólogo, briólogo y algólogo alemán.
El Dr. Schumann fue curador del "Botanisches Museum" de Berlín-Dahlem de 1880 a 1894. Fue académico de la Deutsche Kakteen-Gesellschaft ("Sociedad Alemana de Cactus") cuando la funda el 6 de noviembre de 1892.
Karl Moritz Schumann participó como colaborador en Die natürlichen Pflanzenfamilien, de Adolf Engler y K.A.E. Prantl, y en Flora Brasiliensis, de Carl Friedrich Philipp von Martius.

## Honores

### Membresías
- Deutsche Kakteen-Gesellschaft, y desde 1892 a 1904 su presidente.[1]

### Eponimia
- Géneros:

- Schumannianthus Gagnep.
- Schumanniophyton Harms
- Schumannia Kuntze

Especies, incluyeron a
- (Apocynaceae) Alafia schumannii Stapf 1902
- (Sterculiaceae) Byttneria schumannii Cristóbal 1900
- (Cycadaceae) Cycas schumanniana Lauterb. 1900
- (Asteraceae) Haplopappus schumannii (Kuntze) G.K.Br. & W.D.Clark 1982
- (Cactaceae) Mammillaria schumannii Hildm. 1891
- (Cactaceae) Notocactus schumannianus (Nicolai) A.Berger
- (Cactaceae) Pachycereus schumannii (Mathsson ex K.Schum.) C.Nelson 2001
- (Rubiaceae) Timonius schumannii Koord. ex Valet. 1909

- La abreviatura «K.Schum.» se emplea para indicar a Karl Moritz Schumann como autoridad en la descripción y clasificación científica de los vegetales.[2]